# هاینفلد
هاینفلد (به آلمانی: Hainfeld) یک شهر در اتریش است که در ناحیه لیلینفلد واقع شده‌است. هاینفلد ۳٬۶۹۶ نفر جمعیت دارد.